# Whangamata
Whangamata è una località balneare dell'Isola del Nord della Nuova Zelanda situata lungo la costa pacifica della penisola di Coromandel nella regione del Waikato.

## Geografia fisica
Sono diverse le isole situate al largo del centro abitato e che possono essere facilmente raggiunte dalla spiaggia. Per esempio, è possibile raggiungere l'isola Clark o Hauturu a piedi durante le ore di bassa marea.
La località dispone di due spiagge oceaniche, entrambi luoghi sicuri per la balneazione e per praticare il surf.

## Storia
Il sito di Whangamata è stato per lungo tempo occupato dai Hauraki Iwi, una tribù maori. Sono questi ad aver nominato il luogo Whangamatā, termine composto dalle parole whanga, baia in italiano, e matā, ossia roccia dura, e che potrebbe pertanto significare baia dell'ossidiana, in riferimento all'ossidiana proveniente dalle vicine isole vulcaniche trasportata sulla spiaggia dalle correnti marine.
I primi coloni europei s'installano nella regione nel corso del XIX secolo. La corsa all'oro del 1878 contribuisce a popolare il piccolo centro fondato qualche decennio prima. Fino agli anni 20 erano diverse le miniere d'oro a essere sfruttate nelle valli dei fiumi Parakawai e Wharekawa. Alcune sono ancora in attività nell'area di Waihi.

## Galleria d'immagini

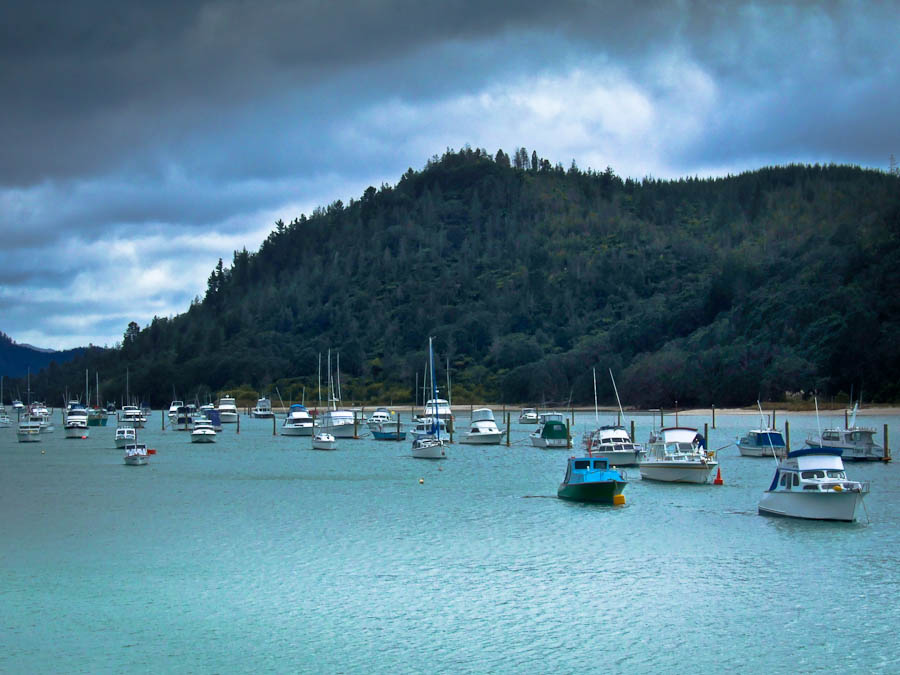
Il porto di Whangamata
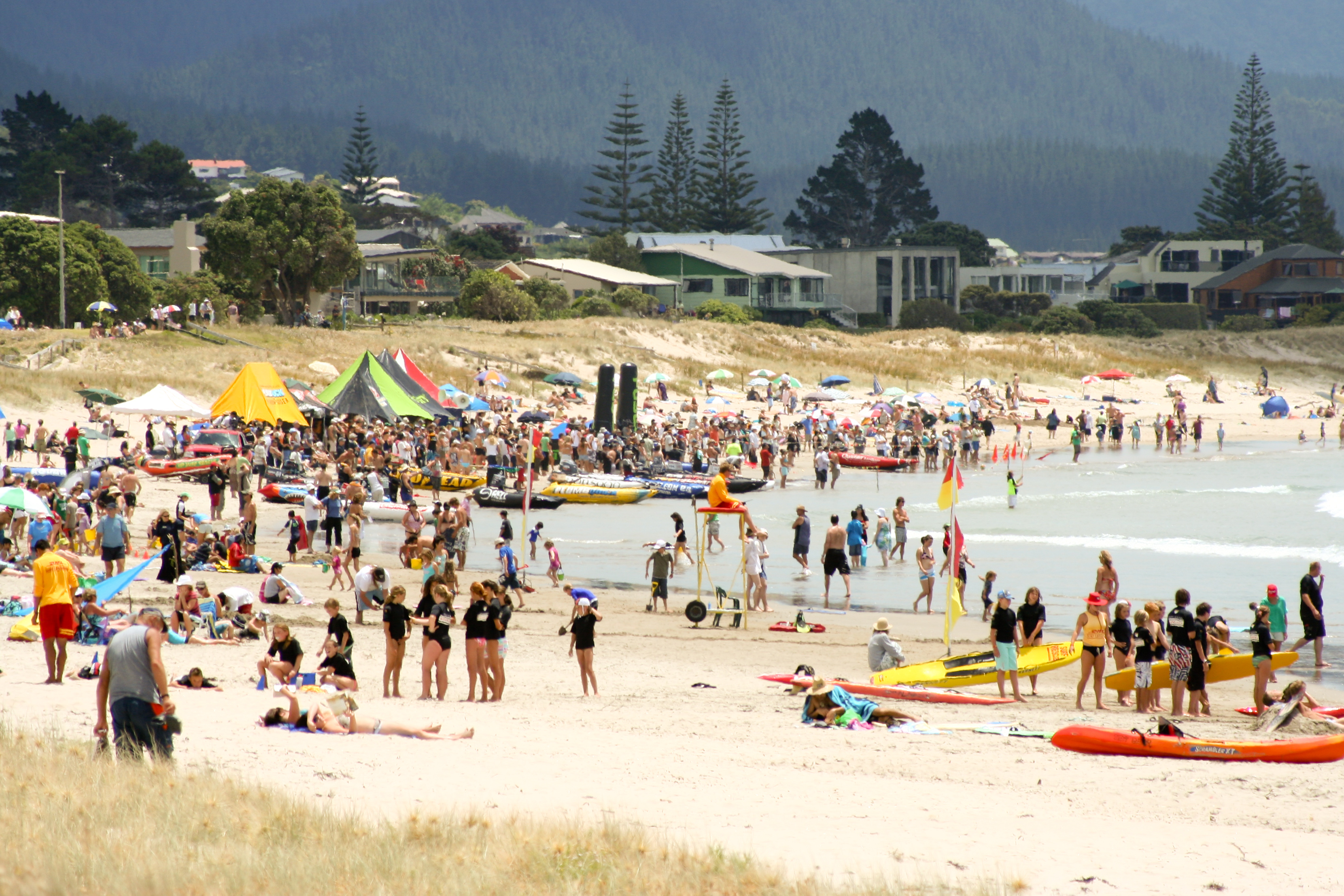
La spiaggia di Whangamata